# Jean Léon (peintre)
Pour le réalisateur français, voir Jean Léon.
Jean Léon, né à Pau (Pyrénées-Atlantiques) le 28 juin 1893 et mort à Gourdon (Lot) le 14 mai 1985, est un peintre français.

## Biographie
Fils d’Alfred Léon, ingénieur civil, et de Cécile Lévy, Jean Léon naît le 28 juin 1893 à Pau. La famille Léon s’installe plus tard quai des Chartrons à Bordeaux. En 1910 Jean Léon s’inscrit à l’École des beaux-arts de Bordeaux et s’y lie entre autres avec Camille Liausu (1894-1975).
Il s’engage en août 1914. Blessé au Chemin des Dames, après 9 mois d’hôpital, il est renvoyé sur le front. Fait prisonnier en 1916 sur le champ de la bataille de Verdun, il est interné à Friedrichsfeld (Rhénanie-du-Nord-Westphalie). Avec ses compagnons d’infortune, ils réussissent à créer un atelier de peinture dans le camp. Après trois ans de captivité, il est rapatrié et finalement démobilisé en septembre 1919.
Probablement dès 1920, il quitte Bordeaux pour Paris et s’installe à Montparnasse. Les années suivantes, il présente des toiles dans la plupart des salons parisiens. Certains critiques, comme Hoffmann, André Warnod, Gaston Varenne, remarquent tout de suite ce jeune artiste, rejoints par ceux qui vont désormais le suivre de salon en salon (François Thiébault-Sisson, Jean-Louis Vaudoyer, Charles Fegdal…).
Jean Léon a alors pour compagne Laure Boffard-Coquat, alias Lolotte, alias Sibille, qui possède un atelier de tissage à Montparnasse ; « autour d’elle tout un essaim d’artistes rêvent et dessinent […] Les deux ténors se nomment Desmeures et Jean Léon. Dans le chœur, Raphaël Delorme […], Bissière, Lewino (le peintre ; Walter Lewino est son fils), Aronson […]. Des modèles, Marie-Rose et Kiki, qu’on avait déjà anoblie ».
En 1926 et 1927, il fait partie du groupe de la galerie du Portique, où se tiendra sa première exposition personnelle (voir Expositions).
Dans les années 1920, Bissière entraîne dans le Lot ses amis dont certains vont s’attacher à la région. Dans la commune de Marminiac, à côté de Boissièrette, la propriété de Bissière, et de Benauge, le village où va s’installer le peintre Walter Lewino en 1925, Jean Léon achète Les Rigals en 1928.
Jean Léon travaille aussi comme graphiste et décorateur. Le joaillier Mauboussin et le parfumeur Isabey comptent parmi ses clients (voir Illustration, graphisme, décoration). En 1934 il participe au Salon des Artistes Décorateurs avec une sculpture métallique éditée par Siégel.
Au début des années 1930, il entreprend des recherches sur la couleur, dont le résultat sera exposé au Palais de la découverte lors de l’Exposition internationale de 1937.
Parallèlement, avec son frère Joseph Léon, ingénieur, de quinze ans son cadet, ils mettent au point un nouveau système d’enregistrement sonore portatif le Monobloc VV3 avec lequel ils se rendent en Espagne en 1936 et réalisent un grand nombre d’enregistrements (voir Recherches acoustiques).
En 1939, Jean Léon quitte Paris pour se réfugier dans le Lot. Pendant la débâcle des amis et anciens élèves de Bissière à l’Académie Ranson y trouvent également refuge : Alfred Manessier, la famille de Rylsky, Charlotte Henschel, puis Nicolas Wacker... Grâce à l’aide précieuse des paysans voisins, ils arrivent à survivre avec un peu de culture, d’élevage et la coupe de bois. En 1943 Jean Léon rejoint le maquis et les FFI.
À la Libération, il épouse à Paris Marie-Antoinette Meynard, dite Mimi, originaire de Salviac et institutrice, de 20 ans plus jeune dont il aura deux enfants, Jean-Marie et Cécile. Il reçoit cette année-là la confirmation de la mort de sa sœur Sarah, dite Lollyse, déportée en mars 1943 à Sobibor.
Installé à Choisy-le-Roi où réside, Joseph Léon, les deux frères poursuivent un temps leur collaboration pour le compte de la société Multimoteur – futur Elipson – dont Joseph Léon sera le directeur général (voir Recherches acoustiques).
Au Salon des Tuileries, qui se tient en 1946 au Musée d’Art moderne de la Ville de Paris, il envoie une nature morte. Au cours des années 1950-1960, il participera à nouveau au Salon d’Automne et plusieurs fois au jeune Salon de Montrouge (voir Salons).
En 1957 la famille emménage à Sceaux. Jean Léon fait alors la connaissance du critique d’art et écrivain Jean Bouret qui l’encourage à exposer à nouveau. En 1961, il expose chez Jeanne Castel, l’année suivante à la Galerie du VIe, en 1963 à la Galerie Famar (voir Expositions personnelles).
Dans les années 1970, il passe de plus en plus de temps dans sa maison des Rigals et se tourne vers la peinture de paysages et de sous-bois. Le pinceau à la main, Jean Léon s’éteint en 1985 à l’âge de 91 ans.

## Œuvre
- Autoportrait (1917), mahJ (inv. 2021.21.001)
- Portrait de Philippe de Rothschild (1922), mahJ (inv. 2021.21.002)
- Nu dans l’atelier (salon 1923[18]), œuvre non localisée
- Nu (salon 1923[19]), œuvre non localisée
- Portrait d’Hélène Vialatte (1924)[20], collection privée
- Portrait de Madame Hussenet (salon 1925[21]), œuvre non localisée
- Lecture dans la chambre (1926 ?)[22], collection privée
- s.t. (exposition 1927[23]), œuvre non localisée
- Coteaux de Bagneux (s.d.), Musée du Domaine départemental de Sceaux (inv. 61.3.3)
- paysages de bois et sous bois, 1963[24]

## Réception critique
- « Le succès qu’a obtenu au Salon des Indépendants le Nu dans l’atelier, par Jean Léon, m’a incité à rendre visite à ce jeune peintre. […] C’est une belle entente des lumières, d’un exact rapport des couleurs, d’une juste observation des valeurs […] rien ne semble avoir été laissé au hasard, et la mise en page apparaît là comme un don particulier possédé par M. Jean Léon.  […] Dans les portraits, Jean Léon sait trouver l’attitude et l’expression pas  encore banalisées ; il donne du caractère, il a du style, de l’expression, de la vie, et cela m’apparaît avec sa Mona Doll [sic…] Jean Léon est curieux de toutes les choses de l’art ; il est curieux, méthodique, consciencieux, sincère […] »   Charles Fegdal, Bonsoir, 8 mars 1923
- « Comme Courbet dans son Jura natal, Jean Léon vit l’expérience des forêts. Ce peintre d’avant-garde est revenu depuis des années aux sources du grand mythe sylvestre et en a cherché le secret. […] Mais la forêt n’est qu’un prétexte au fond ! […] Ce qu’il nous crie dans ses paysages et dans ses natures mortes, c’est qu’il est temps de se ressaisir, de revenir à la vie profonde, d’écouter le battement des grands secrets naturels […] »   Jean Bouret, préface pour l’exposition de 1961 chez Jeanne Castel

## Expositions

### Expositions personnelles
- 1926 : galerie Le Portique[25] (99 boulevard Raspail, Paris 6e)[26]
- 1961 : Galerie Jeanne Castel (3 rue du Cirque, Paris 8e)
- 1962 : La Galerie du VIème (12 rue des Canettes, Paris 6e)
- 1963 : Galerie Famar (126 boulevard Raspail, Paris 6e)[24], avec les sculptures de Renée Vautier

### Expositions collectives
- 1920 : Galerie Montaigne, concours de l’Affiche Isadora Duncan (« Le jury composé de MM. Bourdelle, Maurice Denis, Van Dongen, Dunoyer de Segonzac et Steichen […] a partagé le prix de 3.000 fr. aux maquettes de MM. Deshérault, Jean Léon et Ségès »)[27]
- 1923 : Galerie Charpentier, « Les Dames d’Aujourd’hui » avec Maurice Denis, Marie Laurencin, et al.[28]
- 1924 : Le Caméléon[29], avec Stéphanie Van Parys, Georges Barrière, André Favory, et al.[30]
- 1926 : galerie Le Portique, avec Roland Goujon, Fernand Labat, J.-F. Thomas, Roland Oudot, André Vigneau ; Jean Chaboseau, Walter Lewino invités[31]
- 1926 : Galerie Carmine, avec Roland Oudot, Roland Goujon, Leleu-Bourgoin, Fernand Labat, J.-F. Thomas, Vigneau, Tzanck, Marcel Gimond…[32]
- 1927 : galerie Le Portique, avec Roland Goujon, Fernand Labat, J.-F. Thomas, Roland Oudot, André Vigneau ; J. Adler, Bissière, Brianchon, Latapie, Legueult, Liausu invités[23]
- 1969 : Biennale de Villeneuve-sur-Lot « Bissière et ses amis », avec Roger Bissière, Louttre, Vieira da Silva, Lhote, Braque, Reichel, Bertholle, Le Moal, Jeanneret, Calgani, Fiorini, Charlotte Henschel, Manessier, Nallard, Wacker, Hans Seiler, Vera Pagava

### Salons
- Salon des Indépendants : 1922, 1923, 1924, 1925[33], 1927[34]
- Salon d’Automne : 1921, 1922, 1930[35], 1957, 1960
- Salon de la Société nationale des beaux-arts : 1923[36]
- Salon des Tuileries : 1923, 1946[37]
- Salon de Pau : 1925[38]
- Salon des Artistes Décorateurs : 1934[13], 1935, 1936[39]
- Salon de Montrouge : 1958 ?, 1960, 1967[40]

## Activités connexes

### Études chromatiques
De 1930 à 1939, Jean Léon se consacre à des études chromatiques. En 1937, l’Exposition internationale organisée à Paris a pour thème « Art et Technique dans la Vie moderne ». Le Palais de la découverte créé pour cette occasion présente l’exposition « L’Art et la Science ». Proposée par René Huygue, conservateur des Peintures au Musée du Louvre, elle est organisée par Michel Florisoone qui fait appel à Jacques Lassaigne ainsi qu’aux peintres Jean Léon et Nicolas Wacker. Dans la salle consacrée aux inventions modernes et leur importance dans l’art impressionniste et cubiste, une construction mobile de Jean Léon permet la représentation et le classement de toutes les couleurs franches perceptibles.

### Recherches acoustiques
Parallèlement dans les années 1930, avec son frère Joseph Léon, ingénieur formé aux Arts et Métiers qui travaille alors à la sonorisation des salles de cinéma, ils mettent en place un système d’enregistrement sonore portatif, le « Monobloc VV3 ». Ils se rendent en Espagne au début de la guerre civile et réalisent au moyen du VV3 un grand nombre d’enregistrements.
En 1948, Joseph Léon est nommé directeur général de Multimoteur devenu Elipson en 1951. Jean continuera de travailler aux côtés de son frère Joseph notamment pour le dessin et la conception des modèles en plâtre ainsi que les essais acoustiques.

### Illustration, graphisme, décoration
Affiches, illustrations, mises en page, décoration… Jean Léon travaille pour une clientèle variée.
Vers 1919-1922 pour la Poterie de Ciboure, il décore plusieurs pièces d’Egard Lucat (1883-1953).
En 1928 pour la maison Isabey, il dessine annonce et stand d’exposition, ce dernier en collaboration avec René Herbst.
Pour Mauboussin entre 1929 et 1931, il illustre la plaquette de l’exposition « Le Rubis » (texte de Louis Piéchaud) et d’autres brochures, il conçoit la présentation des bijoux au Salon des Artistes Décorateurs…
Il conçoit également des mannequins « admirés de tout Paris et que l’étranger a prestement copiés », sans doute pour Siégel.
En collaboration avec ses amis peintres, il réalise diverses commandes : couverture de l’Almanach Écho de Paris avec Desmeures, affiche toujours avec Desmeures, paravent pour le restaurant Prunier avec Bissière...
Frontispice pour Badonce et les créatures d'Alexandre Vialatte.
« Jean Léon dessinait pour Braque de surréalistes carrosseries d’automobiles ».